# Culumana spinella
Culumana spinella är en insektsart som beskrevs av Delong 1979. Culumana spinella ingår i släktet Culumana och familjen dvärgstritar. Inga underarter finns listade i Catalogue of Life.